# Труды Киевской духовной академии
«Труды Киевской Духовной Академии», ТКДА (укр. Труди Київської духовної академії) — науковий журнал, щомісячник Київської духовної академії, що виходив у 1860—1917 роках.
Крім науково-богословських та історично-літературних дослідів, «рос. Труды Киевской Духовной Академии» приділяли багато уваги історії церкви, релігійних течій і богословської думки на території Україні, містили праці відомих учених, між ними: Степана Голубєва, Миколи Петрова, Федора Титова, Пилипа Терновського, П. Успенського. Редагували журнал ректори і професори академії: архімандрит Філарет Філаретов, А. Олесницький, В. Певницький та інші.
На сторінках журналу формувалася й кристалізувалася українська філософсько-релігійна думка.

## Історія заснування
Ідея створення релігійного часопису, який відповідав би духовним потребам суспільства, була близька більшості професорів і студентів академії. До проекту нового журналу в академії поставилися дуже серйозно — було скликано конференцію Київської духовної академії, присвячену цій проблемі, і 16 вересня 1857 р. затверджено програму нового видання, у якому передбачалося публікувати статті з богослов'я, церковної історії та філософії, словесності, а також переклади й оригінальні статті. Але тоді будь-яке церковне видання мало отримати дозвіл Святійшого Синоду, який виконував цензурні функції.

Відповідь від Синоду прийшла через рік: 
|  | Цією справою вже дуже давно з честю займається Московська духовна академія, і цією ж справою вісім років займається С.-Петербурзька академія; Казанська академія прийняла на себе частину цієї справи. |

Студентам і професорам Київської академії наполегливо рекомендувалося перекладати християнські твори минулих часів з латини тільки російською. Власні думки київської духовної еліти, оригінальний погляд на життя, релігію, церкву та її місце в суспільстві не цікавили цей Синод, що вилилось у заборону видавати часопис.

Професор Київської духовної академії І. Корольков прокоментував цей факт так: 
|  | …Св. Синоду… завгодно, щоб при Київській академії був заснований новий, окремий від «рос. Воскресного чтения" журнал, за прикладом «Творений святих отців», що виходив при Московській академії, — того ж вигляду, обсягу і з тими ж підрозділами на два головних відділи. Пропозиція видавати самостійний журнал… була зустрінута академічною корпорацією з повним співчуттям… Проте створення журналу за прикладом того, що видавався при Московській академії, зовсім не збігалося з поглядами і намірами київської академічної корпорації: їй не хотілося бути відголоском московської — вона прагнула йти в журналістиці своїм шляхом, відмінним від московського… Тому й конференція академії мала сміливість не погодитися із вказаною пропозицією… Св. Синоду. |

«Академісти» знову звернулися до чиновників релігії Російської імперії з вимогою дозволити видавати журнал за власною, запропонованою ними програмою. Їм дозволили, але наполегливо радили назвати журнал уніфіковано — «рос. Труды Киевской Духовной Академии» (ця назва була типовою для періодичних видань, які виходили при духовних академіях — існували «рос. Труды Московской Духовной Академии», під аналогічною назвою виходив журнал при Санкт-Петербурзькій духовній академії, а також при Казанській). Дозвіл Святого Синоду було отримано в листопаді 1859 р., і журнал вийшов у світ після двох років протистояння академії та синодальних чиновників.
Драматична історія появи на світ у 1860 році ТКДА свідчить про складний шлях української ідеалістичної думки, розвитку духовної публіцистики в Україні.

## Сьогодення
Сьогодні[коли?] періодичне видання під цією ж назвою виходить раз на рік під егідою Української Православної церкви.